# SERTV
SERTV es un canal de televisión pública de Panamá, operado por el Sistema Estatal de Radio y Televisión. Inicio transmisiones el 22 de enero de 1978 y emite su señal desde Ciudad de Panamá.

## Historia
El canal surgió en 1967 como una estación de televisión de circuito cerrado de la Universidad de Panamá. El 22 de enero de 1978, inicia sus emisiones oficiales como Canal 11 con el Ministerio de Educación de Panamá como encargado de la administración de la emisora. La programación del canal 11, de índole educativa, era producida por la Universidad Nacional Autónoma de México y la embajada de Japón, que habían donado sus programas a la estación de televisión. El canal también producía sus propias series, como los programas Goma, papel y tijeras y Hecho en Panamá.
Después de la caída de la dictadura de Manuel Noriega, el canal fue renombrado como RTE, y en 1996 otra vez como RTVE. Durante estos años, el gobierno de turno había solicitado que el canal se encargase de la administración de la Radio Nacional, propiedad del Gobierno de Panamá. Bajo este nombre, obtuvo licencias para operar en otras ciudades del país.
En 2004, el canal es reestructurado y deja de pertenecer al Ministerio de Educación.
En 2010, SERTV fue el primer canal de televisión en transmitir en la TDT por el canal 41 UHF.
En 2014, el canal empieza a adquirir nuevos equipos para transmitir en Alta definición (HD) y capacita al personal para el uso de las nuevas tecnologías.
En 2020, fue lanzada la señal HD para las cable operadora de Panamá, siendo "Cable onda" la primera en exhibir la señal en el canal 1011 de su servicio de Televisión por suscripción. Es importante resaltar que tiempo atrás el canal ya había lanzado esta señal en el servicio público de Televisión digital terrestre.

## Programación

### Entretenimiento y Variedades
- Recordar es vivir: Programa de música clásica.
- La Takilla: Programa de tecnología.
- Oye la clave: Programa de música, especialmente el género Salsa.
- Agro al Día

### Informativos
- Contrapunto
- A profundidad
- Conectados

### Deportes
- Liga de Béisbol Juvenil de Panamá
- Liga de Béisbol Mayor de Panamá
- Liga Profesional de Béisbol de Panamá
- Liga de Fútbol Femenino (LFF)
- Campeonatos Nacionales de Lazo